# Dorata lineata
Dorata lineata är en fjärilsart som beskrevs av Walsingham 1889. Dorata lineata ingår i släktet Dorata och familjen äkta malar. Inga underarter finns listade i Catalogue of Life.